# 刘国治
刘国治（1960年11月—），辽宁锦县（现凌海市）人，高功率微波专家，中国科学院院士，中将军衔。曾任中央军事委员会科学技术委员会主任。中共第十九届中央委员。

## 生平
1983年毕业于清华大学工程物理系；1986年、1992年，先后获得该校硕士和博士学位。
1986年至2002年间在西北核技术研究所工作，曾任西北核技术研究所所长、总装备部第21试验训练基地（核试验基地）司令员。2009年当选为中国科学院院士。2010年12月，任中国人民解放军总装备部副部长。
2013年晋升中将军衔。
2014年9月，接替到龄退役的李安东上将，任总装备部科技委员会主任。2016年1月，任新组建的中央军事委员会科学技术委员会首任主任。
2021年，因达到副战区级10年任职上限，被免去军委科技委主任职务。